# Artère récurrente tibiale postérieure
L'artère récurrente tibiale postérieure est une artère inconstante du membre inférieur située dans la jambe.

## Origine
L'artère récurrente tibiale postérieure nait de l'artère tibiale antérieure près de son origine avant que ce vaisseau ne traverse l'espace entre l'articulation tibio-fibulaire proximale et le bord supérieur de la membrane interosseuse de la jambe.

## Trajet
L'artère récurrente tibiale postérieure monte devant le muscle poplité qu'elle vascularise.
Puis elle s'anastomose avec les artères inféro-latérale et inféro-médiale du genou et contribue au réseau articulaire du genou.